# Выдрино (станция)
Вы́дрино — станция Улан-Удэнского региона Восточно-Сибирской железной дороги на Транссибирской магистрали (5384 километр).
Расположена в посёлке Выдрино Кабанского района Бурятии.
На станции сохранилась водонапорная башня и остатки насосной котельной на берегу реки Снежная.

## История
Станция основана в 1902 году как станция Снежная по поселку Снежная, известному с XVIII века в свою очередь названном по переправе через реку Снежная. Введена в эксплуатацию в 1905 году. В начале 1920-х переименована по реке Выдряная, известной с XVII века. Николай Гаврилович Спафарий, по пути в Китай в 1675 писал: «Река течет Выдряная, а называют Выдряною для того, что выдр и бобров ловят по ней много». В 1954 году рядом со станцией было основано село Выдрино, с 1956 по 2003 – рабочий поселок Выдрино. Село Снежная было включено в территорию Выдрино.

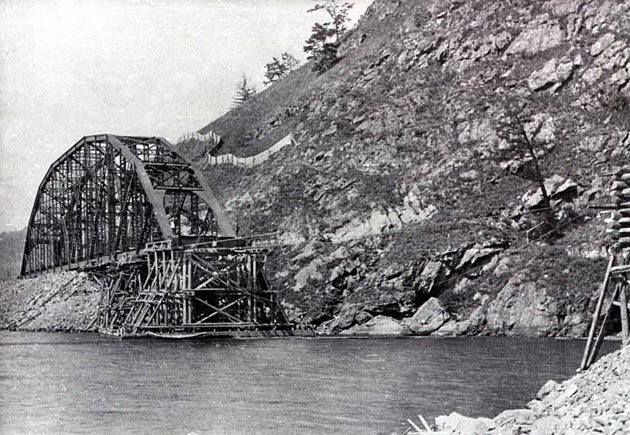
Накатка Горбатого моста в бухте Берёзовой. 1900—1903 гг.

Переход Транссибирской магистрали через реку Выдрино был построен в 1914–1915 годах с использованием конструкций однопролетного моста Кругобайкальской дороги, перенесенного из бухты Березовая, где к этому моменту был построен обходной Березовский тоннель.
Строительство поселка и развитие станции в 1950-х годах было обусловлено строительством Иркутской ГЭС, которая перекрыла русло Ангары, вместе с водным путем доставки леса по реке и Байкалу. Для грубой перерааботки леса и для погрузки его на железнодорожный транспорт был выбран участок на реке Снежной, где к 1958 году была построенаа Байкальская лесоперевалочная база и шпалозавод. Нехватку рабочих компенсировали переводом в Выдрино в 1958 году исправительной колонии.
В 1980-е годы в Выдрино жило до 10 000 человек, продукция лесопереработки шла на строительство БАМа. После ужесточения природоохранных требований в 1990х лесопереработка стала нерентабельной, производство закрылось и исправительная колония №4 была объединена с колонией в Гусиноозёрске и переведена в Гусиноозёрск, где помещения были менее изношены. В результате поселок опустел, пригородное сообщение было отменено, на станции останавливаются лишь проходящие пассажирские поезда.

## Дальнее следование
| № поезда       | Маршрут движения           | № поезда       | Маршрут движения           |
| -------------- | -------------------------- | -------------- | -------------------------- |
| 69             | Чита — Москва              | 70             | Москва — Чита              |
| 71             | Улан-Удэ — Северобайкальск | 72             | Северобайкальск — Улан-Удэ |
| 81             | Улан-Удэ — Москва          | 82             | Москва — Улан-Удэ          |
| 149            | Улан-Удэ — Иркутск         | 150            | Иркутск — Улан-Удэ         |
| 321 «Баргузин» | Забайкальск — Иркутск      | 322 «Баргузин» | Иркутск — Забайкальск      |
| 361            | Наушки — Иркутск           | 362            | Иркутск — Наушки           |

## Пригородное сообщение
| № поезда  | Маршрут движения                | № поезда  | Маршрут движения                |
| --------- | ------------------------------- | --------- | ------------------------------- |
| 6337/6335 | Выдрино — Иркутск-Сортировочный | 6334/6336 | Иркутск-Сортировочный — Выдрино |
| 6601      | Выдрино — Слюдянка I            | 6602      | Слюдянка I — Выдрино            |
| 6605      | Выдрино — Слюдянка I            | 6606      | Слюдянка I — Выдрино            |